# Mark Manders
Mark Manders (Volkel, 23 mei 1968) is een Nederlandse beeldend kunstenaar. Zijn werk werd getoond op tentoonstellingen in Nederland en daarbuiten en bevindt zich in tal van collecties in binnen- en buitenland.

## Leven en werk
Een van de eerste tentoonstellingen waarmee Manders een groot publiek bereikte was de tentoonstelling in Park Sonsbeek in 1993. In 2002 won hij de Philip Morris Kunstprijs en aansluitend een tentoonstelling in het Cobra Museum in Amstelveen..
In 2013 exposeerde Manders in het Rietveld paviljoen op de Biënnale van Venetië, met onder andere een werk met de titel Werktafel en met Vos, Muis, Riem. Andere versies van dit laatste werk, dat er door de gebruikte verf uitziet als van natte klei vervaardigd, exposeerde Manders in het Museum of Modern Art in New York en in een kleine supermarkt aan de Via Garibaldi in Venetië. Manders schrijft in een toelichting dat het hier gaat om een springende vos (een jumping fox) die midden in de sprong is bevroren. De muis is met een riem vastgebonden, buitenop de vos, ter hoogte van de plek waar de muis zich normaliter zich zou moeten bevinden, namelijk in de maag van de vos. De springende vos werd plat op de vloer neergelegd.
In 2020 organiseerde het Bonnefantenmuseum in Maastricht een groot overzicht van het werk van Manders, getiteld The Absence of Mark Manders.
Manders' oeuvre bestaat voornamelijk uit installaties, tekeningen, sculptuur en korte films. Manders zegt dat zijn installaties onderdeel zijn van zijn Zelfportret als gebouw. De installaties zijn representaties van zijn ideeën en gedachten en nodigen de toeschouwer uit om zowel het mysterie van het werk, als dat van de kunstenaar te ontcijferen.
Een belangrijk kenmerk van de kunst van Mark Manders is dat hij zijn werken niet als opzichzelfstaande kunstwerken beschouwt, maar als onderdeel van zijn Zelfportret als gebouw. Een dergelijk oeuvre noemt men een gesamtkunstwerk, waarbij het oeuvre als een geheel opgevat kan worden en alle afzonderlijke werken als onderdeel van dat geheel gezien kunnen worden. Een van die onderdelen Fragment van een huiskamer staat in de open ruimte op het P.E. Tegelbergplein in Amsterdam-Oost.

## Collecties (selectie)
Werk van Mark Manders bevindt zich in een groot aantal particuliere en museale verzamelingen, onder andere in
- Stedelijk Museum in Amsterdam
- Centraal Museum in Utrecht
- Noordbrabants Museum in 's-Hertogenbosch
- Van Abbemuseum in Eindhoven
- Bonnefantenmuseum in Maastricht
- Museum van Hedendaagse Kunst Antwerpen
- Stedelijk Museum voor Actuele Kunst in Gent
- Provinciaal Museum voor Moderne Kunst in Oostende
- Kunstmuseum Bonn
- Pinakothek der Moderne en de Collectie Goetz in München
- Irish Museum of Modern Art in Dublin
- Museum of Modern Art in New York
- Art Institute of Chicago en Museum of Contemporary Art in Chicago
- Carnegie Museum of Art in Pittsburgh
- Walker Art Center in Minneapolis
- Museum of Contemporary Art in Los Angeles
- Art Gallery of Ontario in Toronto

In augustus 2017 werd van Manders de Rokinfontein geplaatst op het Rokin te Amsterdam.

## Afbeeldingen

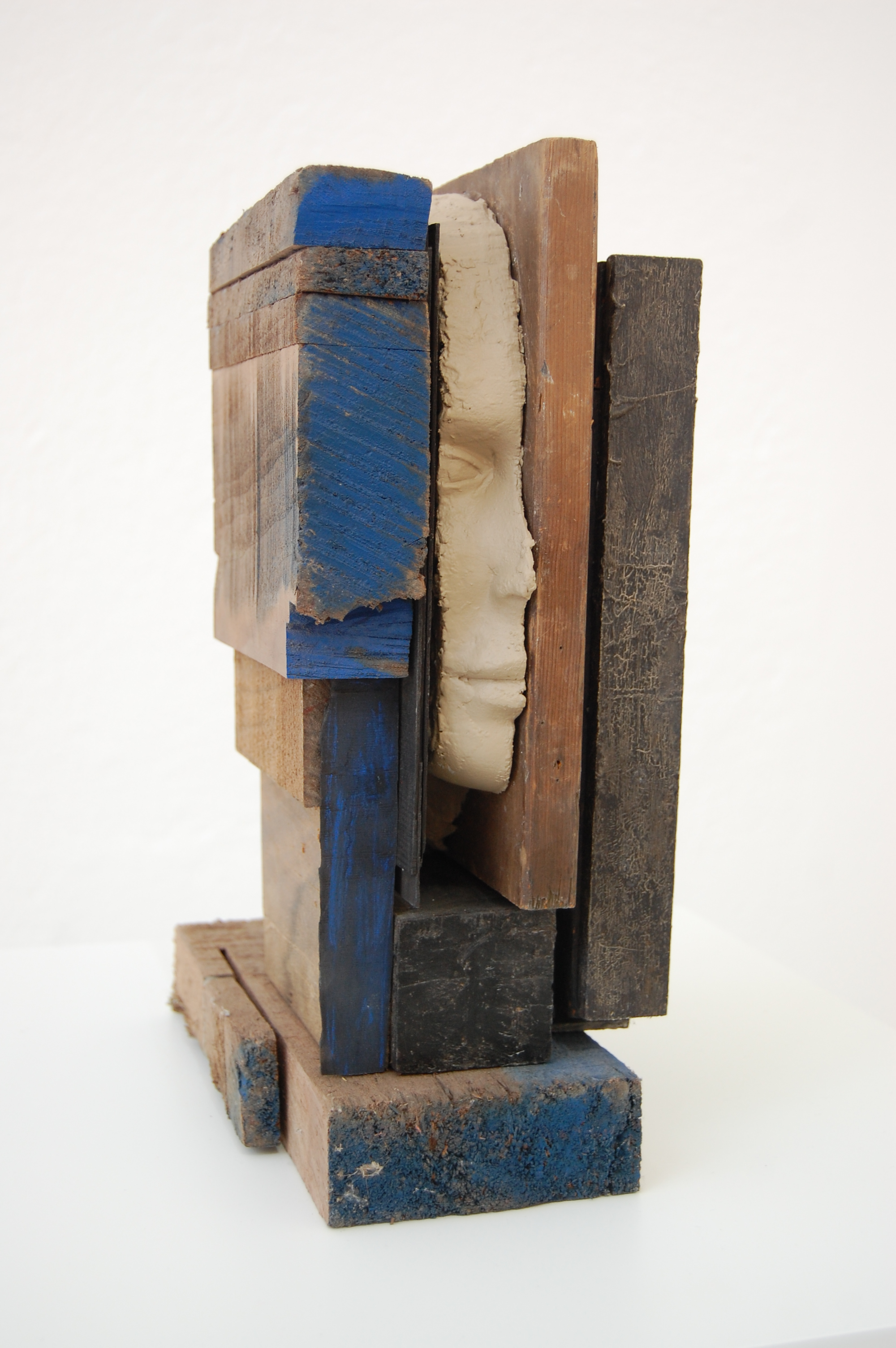
Composition with Blue (2013)
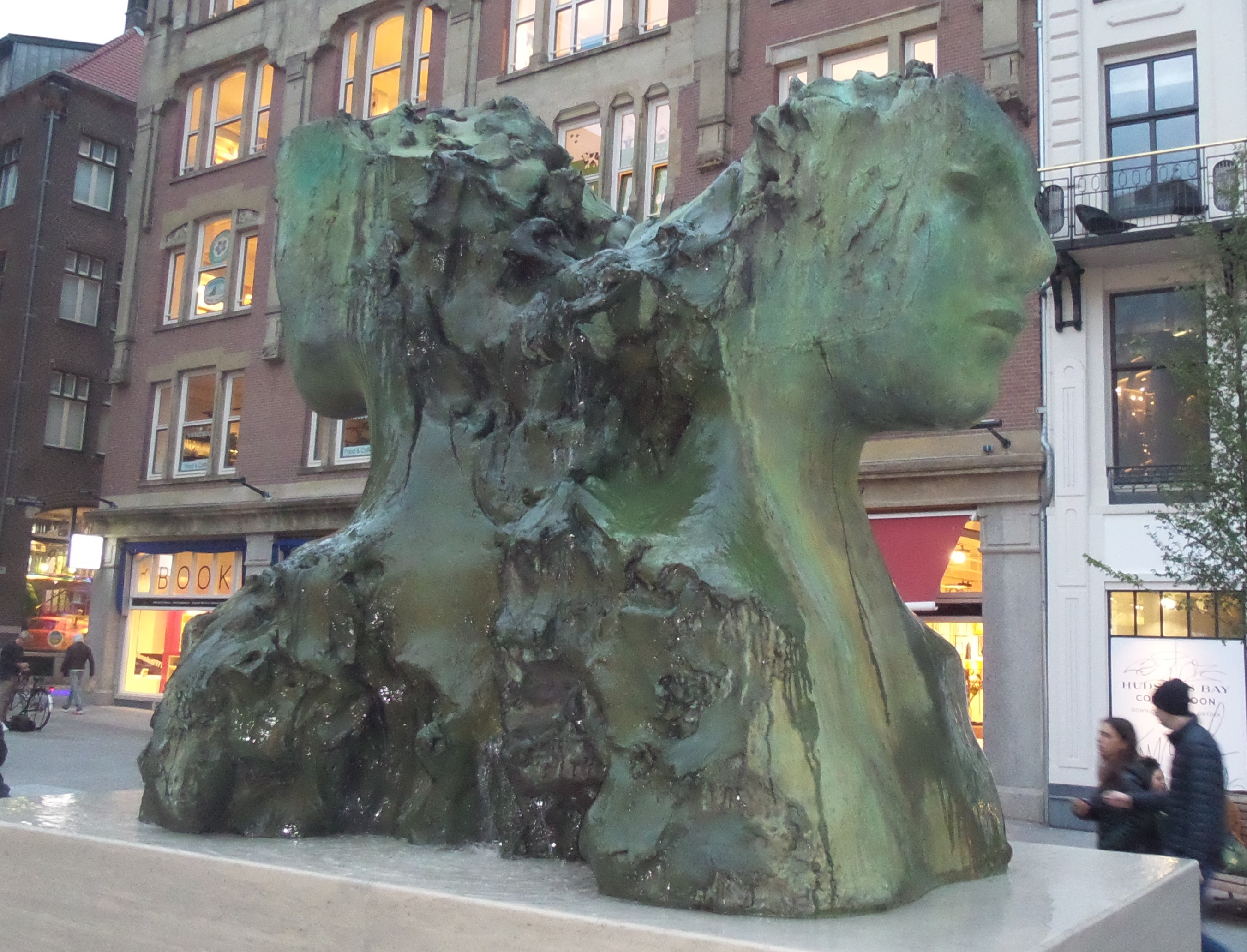
Rokin, Amsterdam, fontein (2017)